# 维塞什
维塞什（法語：Visseiche，法語發音：[visɛʃ]）是法国伊勒-维莱讷省的一个市镇，位于该省东南部，属于富热尔-维特雷区。

## 地理
维塞什（47°57'21"N, 1°18'3"W）面积16.03 平方千米，位于法国布列塔尼大區伊勒-维莱讷省，该省份为法国西北部沿海省份，位于布列塔尼半岛东部，北濒大西洋，西接阿摩尔滨海省和莫尔比昂省，南至大西洋卢瓦尔省，西南端接曼恩-卢瓦尔省，东临马耶讷省，东北与芒什省接壤。
与维塞什接壤的市镇（或旧市镇、城区）包括：布列塔尼地区拉盖尔什、阿布里塞勒、拜镇、多马兰、马尔西耶罗贝尔、拉内、勒捷。

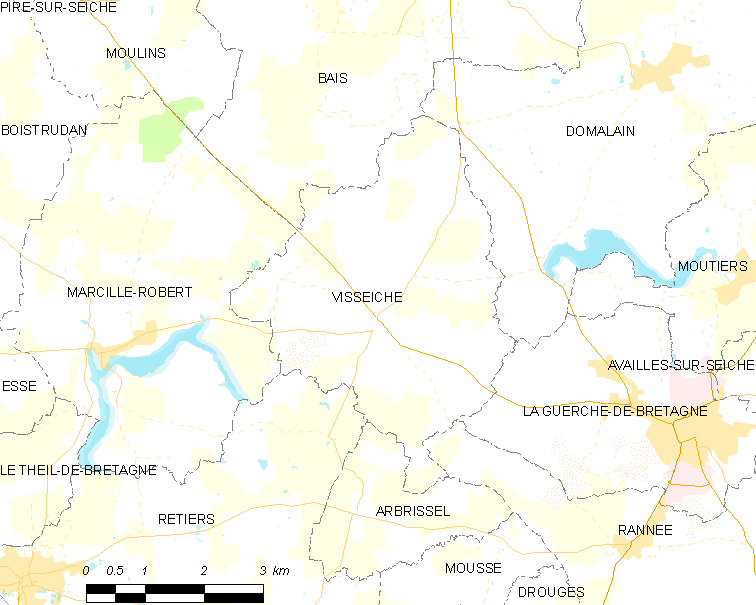
维塞什的OSM定位图

维塞什的时区为UTC+01:00、UTC+02:00（夏令时）。

## 行政
维塞什的邮政编码为35130，INSEE市镇编码为35359。

## 政治
维塞什所属的省级选区为布列塔尼地区拉盖尔什县。

## 人口

1962-2008年间维塞什人口变化图示

维塞什于2022年1月1日时的人口数量为868人。